# Tetrixocephalus sergioi
Tetrixocephalus sergioi är en insektsart som beskrevs av Ronderos 1974. Tetrixocephalus sergioi ingår i släktet Tetrixocephalus och familjen Ommexechidae. Inga underarter finns listade i Catalogue of Life.